# ميخائيل إيرل
ميخائيل إيرل (بالإنجليزية: Michael Earl)‏ هو محرك دمى أمريكي، ولد في 10 سبتمبر 1959 في أوكلاند في الولايات المتحدة، وتوفي في 23 ديسمبر 2015 في لوس أنجلوس في الولايات المتحدة بسبب سرطان.

## وصلات خارجية
- ميخائيل إيرل على موقع IMDb (الإنجليزية)
- ميخائيل إيرل على موقع ميوزك برينز (الإنجليزية)